# Набедреник
Набедреникът е част от църковното облекло. То представлява квадратно парче плат, което се окачва на пояса при дясното бедро. Набедреникът не се носи от всички духовници, защото той се дава като награда.
Дава се при офикия (отличаване) на свещеник в протойерей и на йеромонах в архимандрит.
Всички архиереи носят набдреници, но върху сакоса.